# 芳賀純
芳賀純（はが じゅん、1931年10月12日ー2011年1月18日)は、日本の教育心理・言語学者。

## 略歴
秋田県出身。東京大学教育学部教育心理学科卒。同大学院、1960年英国マンチェスター大学に学ぶ。神戸大学教育学部講師、助教授、筑波大学助教授をへて、教授、92年定年退官、名誉教授。

## 著書
- 『イギリス留学記 この目で見た生活と教育の姿』評論社 1965
- 『できるかな』(子どもが見つけ出すしつけ絵本)久保田煦絵 ひかりのくに 1973
- 『しってるよ』 (子どもの力を引き出す認識絵本)梅田俊作絵 ひかりのくに 1973
- 『子どもの発達と学習』 (現代授業論シリーズ) 明治図書出版 1974
- 『二言語併用の心理 言語心理学的研究』朝倉書店 1979
- 『言語心理学入門』有斐閣双書 1988
- 『これなあに』 (子どもの力を引き出す認識絵本) 竹山のぼる絵. ひかりのくに 1992

### 共編著
- 『ことば・文章 効果的なコミュニケーション』 (心理学入門講座・新版) 安本美典共著, 波多野完治編 大日本図書 1968
- 『幼児の言語発達と指導』編, 大浜幾久子 [ほか]著. 家政教育社 1982
- 『幼児教育法言語 実技・実践編』 (幼稚園教諭・保母養成課程用幼児教育法講座)中西昇共編著 三晃書房 1985
- 『メタファーの心理学』子安増生共編 誠信書房 1990

### 翻訳
- ジャン・ピアジェ『論理学と心理学』評論社 1966
- J.P.マーチン 作, Q.ブレイク 絵『象のアンクル』評論社の児童図書館・文学の部屋　1968
- ジャン・ピアジェ『諸科学と心理学』評論社 1970
- ジャン・ピアジェ『発生的認識論 科学的知識の発達心理学』評論社 1972
- J.P.マーチン 作, Q.ブレイク 絵『アンクルの大そうじ』(児童図書館・文学の部屋) 評論社 1972
- ジャン・ピアジェ『発生的心理学 子どもの発達の条件』 (誠信ピアジェ選書 誠信書房 1975
- ジョン・モートン編『心理言語学 言語の生物学的および社会的要因』研究社 1976
- ジャン・ピアジェ『発達の条件と学習 (誠信ピアジェ選書)編訳 誠信書房 1979
- ジャン・ピアジェ『現代科学論 人間科学と学際的研究』佐藤攻・佐藤貴美子共訳 福村出版 1980
- J.P.マーチン 作, Q.ブレイク 絵『アンクルの宝さがし』(児童図書館・文学の部屋) 評論社 1982
- ジャン・ミッシェル・ペテルファルヴィ『心理言語学入門』古川直世共訳 研究社出版 1983
- ロバート・B.カプラン編『応用言語学入門』島岡丘共監訳 研究社出版 1986
- ジャン・ピアジェ『矛盾の研究 子どもにおける矛盾の意識化と克服』前原寛、星三和子、日下正一・堀正共訳 三和書房 1986
- ジャン・ピアジェ『行動と進化 進化の動因としての行動』紀伊国屋書店 1987
- ジャン・ピアジェ, ローランド・ガルシア『意味の論理 意味の論理学の構築について』能田伸彦共監訳, 原田耕平, 岡野雅雄, 江森英世訳 サンワコーポレーション 1998
- ジャン・ピアジェ著, シルビア・パラット=ダヤン, アナスタシア・トリフォン編『ピアジェの教育学 子どもの活動と教師の役割』能田伸彦共監訳, 原田耕平, 岡野雅雄,江森英世訳 三和書籍 2005
- ダニエル・アムリン，ジャック・ヴォネッシュ編『ピアジェ入門　活動と構成―子どもと学者の認識の起源について』芳賀純, 原田耕平, 岡野雅雄訳 三和書籍　2021

## 論文
- <芳賀純